# 蒙古攻西辽之战
蒙古攻西辽之战，1218年起，成吉思汗為控制通往中亞及西亚商貿路線：絲路，在擊敗西夏、征服回鹘部後掌握絲路東段，繼而攻擊曾經護衛回鹘的西遼，掌握絲路中段貿易財富；此戰由大將哲別僅領蒙軍鐵騎兩萬多即達成戰勝任務；亦可視作蒙古第一次西征前哨戰之序幕。